# Tadeusz Gajda (1933–2023)
Tadeusz Gajda (ur. 1 stycznia 1933 w Warszawie, zm. 11 lutego 2023) – polski inżynier górnik i polityk, poseł na Sejm PRL VIII kadencji.

## Życiorys
Od 1950 do 1961 pracował w Bogatyńskich Zakładach Przemysłu Bawełnianego „Doltex”. Uzyskał tytuł zawodowy inżyniera górnika w Inżynierskiej Szkole Górniczej w Senftenbergu (Ingenieurschule für Bergbau und Energetik „Ernst Thälmann” Senftenberg). W latach 1962–1972 był dyrektorem ds. pracowniczych w Kopalni Węgla Brunatnego „Turów”. Od 1972 do 1976 pełnił tę funkcję w Centralnym Ośrodku Badawczo-Projektowym Górnictwa Odkrywkowego „Poltegor” we Wrocławiu, a następnie w Zjednoczeniu Przemysłu Węgla Brunatnego i Elektrowni we Wrocławiu. W 1976 ukończył studia na Politechnice Wrocławskiej. Później był kierownikiem oddziału terenowego we Wrocławiu Przedsiębiorstwa Handlu Zagranicznego „Dynamo”.
W 1964 wstąpił do Polskiej Zjednoczonej Partii Robotniczej, pełnił mandat radnego Miejskiej i Wojewódzkiej Rady Narodowej. W 1982 objął zwolniony przez Ludwika Drożdża mandat posła na Sejm PRL VIII kadencji w okręgu Wrocław-Miasto. W czasie kadencji pracował w Komisji Handlu Zagranicznego, Komisji Górnictwa, Energetyki i Chemii, Komisji Współpracy Gospodarczej z Zagranicą i Gospodarki Morskiej oraz w Komisji Górnictwa, Energetyki i Wykorzystania Zasobów Naturalnych.
Zmarł 11 lutego 2023, został pochowany tydzień później na cmentarzu Grabiszyńskim.